# Jachymovita
La jachymovita és un mineral de la classe dels sulfats. Rep el seu nom de la localitat termal de Jáchymov (República Txeca).
La jachymovita és un sulfat amb fórmula (UO₂)₈(SO₄)(OH)14·13H₂O. Cristal·litza en el sistema monoclínic formant habitualment crostes de cristalls aciculars de fins a 0,1 mm. La seva duresa no està determinada i la seva ratlla és de color groc clar. Es tracta d'un mineral radioactiu degut al seu contingut en urani. Segons la classificació de Nickel-Strunz, la jachymovita pertany a «07.EA: Uranil sulfats, sense cations» juntament amb la metauranopilita i la uranopilita.
S'ha trobat en peces fortament oxidades d'uns filons de dolomita rics en uraninita. Sol trobar-se associada amb la mateixa uraninita, o amb altres minerals com la uranopilita o el guix.